# 刘星泰
刘星泰（1963年1月—），男，汉族，山东利津人，中华人民共和国政治人物。曾任海南省人大常委会副主任。

## 生平

### 山东
1983年7月，从山东省机械工业学校毕业后，刘星泰进入沾化县农业机械厂任技术员，此后又历任沾化县人大常委会办公室秘书、调研科科员、沾化县永丰乡副乡长、下洼镇党委副书记、镇长、镇党委书记等职。期间，于1986年9月加入中国共产党，1992年8月至1995年6月在中共中央党校函授学院大专班经济专业带职学习。1997年12月，任中共沾化县委常委，后转任中共滨州地委办公室副主任。2000年1月，刘星泰任中共无棣县委副书记。次年3月，又兼任县人民政府副县长一职。2003年1月，任县人民政府县长，晋升正县（处）级。2004年12月起，任中共无棣县委书记。次年2月，当选为县人大常委会主任。
2006年12月，刘星泰调任中共淄博市委常委、组织部部长。2009年2月，转任中共山东省委组织部副部长，晋升为正厅（局）级。2013年3月，中共山东省委决定其接替到龄退休的前任李显升担任省机构编制委员会办公室主任。2015年2月7日，中共山东省委决定：刘星泰任中共日照市委副书记，提名为市长候选人。同月10日，日照市十七届人大常委会举行第二十一次会议决定任命刘星泰为日照市副市长、代市长，后去代转正。2016年9月，接替赴青岛市任职的杨军任中共日照市委书记。在日照任职期间，刘星泰带头查处了日照港腐败案。

### 海南
2018年1月21日，海南省第五届人民代表大会常务委员会第三十五次会议决定任命刘星泰为海南省人民政府副省长，刘星泰晋升副省（部）级干部。在同月31日举行的海南省第六届人民代表大会第一次会议第三次全体会议上，刘星泰又正式当选为换届后的新一届海南省人民政府副省长。
2018年7月，任中共海南省委常委。8月2日，海南省六届人大常委会第五次会议决定免去刘星泰的海南省人民政府副省长职务。同月18日，任省委政法委书记。
2022年1月，当选为海南省人大常委会副主任。

### 落马
2024年5月22日，刘星泰涉嫌严重违纪违法接受中央纪委国家监委纪律审查和监察调查；11月18日，被开除党籍和公职。